# Friedrich Wilhelm Otto Kuntze
Friedrich Wilhelm Otto Kuntze (* 3. August 1841 in Loitz; † 21. Februar 1931 in Stralsund) war ein deutscher Geistlicher, Lehrer und Übersetzer. Als Hauslehrer von Houston Stewart Chamberlain, einem späteren antisemitischen und pangermanistischen Schriftsteller, hatte er großen Einfluss auf dessen Entwicklung.

## Leben
Otto Kuntze war der dritte Sohn des Carl Friedrich Christian Kuntze und dessen Frau Luise Meyer. Seine ersten Lebensjahre verbrachte er auf Hiddensee, wo sein Vater bis 1845 Pastor war. Anschließend wurde der Vater nach Steinhagen bei Stralsund versetzt und starb 1846 an Tuberkulose. Die Mutter zog mit den Kindern zunächst zu ihren Eltern nach Loitz und nach 1848 nach Stralsund. Dort besuchte Otto Kuntze das Sundische Gymnasium. Ab 1860 studierte er Theologie an den Universitäten Greifswald, Heidelberg und Berlin.
Nachdem er in Stettin die theologischen Prüfungen bestanden hatte, bekam er einen Blutsturz und reiste später zur Genesung in die Schweiz. In Montreux meldete sich Harriet Chamberlain auf eine Anzeige Kuntzes und engagierte ihn 1871 für zwei Jahre als Hauslehrer ihres 15-jährigen Neffen Houston Stewart Chamberlain. 1873 kehrte Chamberlain nach England zurück. Kuntze übernahm bald darauf das Amt des Pastors der deutschen evangelischen Gemeinde in San Remo, das er mindestens bis 1875 bekleidete. 1874 kam Chamberlain nach Cannes und Kuntze wurde erneut sein Hauslehrer.
Kuntze kehrte schließlich nach Deutschland zurück, um einen Lehrberuf zu ergreifen. Nachdem er 1879 in Greifswald die Prüfung bestanden hatte, leistete er bis 1883 eine Probezeit am Stralsunder Realgymnasium ab. Anschließend war er Hilfslehrer, bald darauf ordentlicher Lehrer am Stettiner Stadtgymnasium. 1885 wechselte er an das Stettiner Realgymnasium, wo er neben Religion, Deutsch und Geschichte, Unterricht in Englisch und Französisch erteilte.
Während seiner gesamten Tätigkeit als Lehrer, zuletzt als Gymnasialprofessor, litt er unter seinem labilen Gesundheitszustand. Ab 1904 konnte er nicht mehr unterrichten und ging, nachdem er im Mai den Roten Adlerorden 4. Klasse erhalten hatte, zum 1. Juli 1905 in den Ruhestand. 
Mit seinem ehemaligen Schüler, dem antisemitischen Schriftsteller Houston Stewart Chamberlain, blieb er zeitlebens befreundet. Chamberlain betonte mehrfach den großen Einfluss Kuntzes auf seine schriftstellerische Entwicklung. Kuntze übernahm die Durchsicht zahlreicher Manuskripte Chamberlains in sprachlicher Hinsicht.
Otto Kuntze starb 1931 nach kurzer Krankheit. Seine Urnenbestattung erfolgte auf dem Alten Frankenfriedhof in Stralsund.

## Schriften
- Ausgewählte englische Gedichte in deutscher Übertragung. Stettin 1891
- Ausgewählte englische Gedichte in deutscher Übertragung II. Stettin 1898
- Ausgewählte englische Gedichte in deutscher Übertragung III. Stettin 1901
- König Oidipus von Sophokles. Frei ins Deutsche übertragen. Labes 1904
- Antigone von Sophokles. Frei ins Deutsche übertragen. Labes 1905
- Die Rache des Odysseus. Ein dramatisches Gedicht. Dornröschen. Ein Märchen. Labes 1907
- Achilleus. Ein dramatisches Gedicht. Labes 1908
- Aus Herz und Geist. Erinnerungsblätter. Gedichte. Labes 1909